# Dom w Kerlouet (Plévin)
Dom w Kerlouët – wzniesiony w XVIII wieku. Od 1964 roku został wpisany do rejestru zabytków dziedzictwa architektonicznego.

## Lokalizacja
Dom zlokalizowany jest w Kerlouët, w miejscowości Plévin, w departamencie Côtes-d’Armor, w regionie Bretania.

## Opis
Dom został wybudowany w XVIII wieku
Zbudowany jest z granitu, piaskowca i łupków ilastych. Budynek jest piętrowy, posiada dwuspadowy dach z otwartym szczytem. Głównym elementem pokrycia jest łupek.